# Cantón de Clermont-l'Hérault
El cantón de Clermont-l'Hérault es una circunscripción electoral departamental francesa del departamento de Hérault, situado en la región de Occitania.
A partir de la reforma de 2015 los cantones franceses fueron disueltos como subdivisiones administrativas y territoriales y solo existen en el contexto de elecciones departamentales.

## Composición
La circunscripción comprende 40 comunas :
- Clermont-l'Hérault (oficina centralizadora)
- Les Aires
- Aspiran
- Avène
- Bédarieux
- Le Bousquet-d'Orb
- Brenas
- Brignac
- Camplong
- Canet
- Carlencas-et-Levas
- Ceilhes-et-Rocozels
- Ceyras
- Combes
- Dio-et-Valquières
- Graissessac
- Hérépian
- Joncels
- Lacoste
- Lamalou-les-Bains
- Liausson
- Lunas
- Mérifons
- Mourèze
- Nébian
- Octon
- Paulhan
- Pézènes-les-Mines
- Le Poujol-sur-Orb
- Le Pradal
- Saint-Étienne-Estréchoux
- Saint-Félix-de-Lodez
- Saint-Geniès-de-Varensal
- Saint-Gervais-sur-Mare
- Salasc
- Taussac-la-Billière
- La Tour-sur-Orb
- Valmascle
- Villemagne-l'Argentière
- Villeneuvette